# Fredrik Jungbeck
Fredrik August Jungbeck, född 8 december 1844 i Malmö, död där 20 februari 1919, var en svensk industriman.
Efter agronomexamen vid Alnarps lantbruksinstitut 1866 var Jungbeck inspektor i Värmlands län 1867–69, i Kristianstads län 1869–71, förvaltare på Bruzaholms bruk 1871–77 och dess ägare 1877–88. Han var disponent vid Mattssonska bryggeriet i Malmö från 1889 till 1913, då bryggeriet uppgick i AB Malmö Förenade Bryggerier. I sistnämnda bolag var han styrelseledamot från 1913.